# Für Danzig
Píseň Für Danzig (česky Gdaňsku) byla oficiální hymnou Svobodného města Gdaňsk během let 1920 až do roku 1939, kdy bylo Svobodné město Gdaňsk přidruženo do Velkoněmecké říše. Po roce 1939, byla nahrazena v Gdaňsku německou hymnou Das Lied der Deutschen a písní Horst-Wessel-Lied.

## Text
| Německý text | Polský text |
| --- | --- |
| Kennst du die Stadt am Bernsteinstrand, umgrünt von ew'ger Wälder Band, wo schlanke Giebel streben empor zum Sonnenschein! Ja, sollt' ich fröhlich leben, in Danzig müßt es sein!        | Na bursztynowym brzegu gród, wokół którego lasów wbród, a smukłe domów szczyty ku słońcu wciąż się pną... Tak, jeśli mam szczęśliwy być, to w Gdańsku muszę żyć!                                              |
| Kennst du die Stadt, wo Turm an Turm in Treue trotzt dem Zeitensturm, wo stolze Schiffe gleiten ins blaue Meer hinein! Ja, sollt' ich tapfer streiten, für Danzig müßt es sein!          | Wieża przy wieży w Mieście tym wciąż trwa na przekór czasom złym, a dumne statki suną prosto w błękity mórz! Tak, tylko za me Miasto w bitewny pójdę kurz!                                                    |
| Kennst du die Stadt, wo deutsche Art voll Kraft und Mut ihr Gut bewahrt, wo deutsch die Glocken werben und deutsch ein jeder Stein! Ja sollt' ich selig sterben, in Danzig müßt es sein! | Czy znasz to miasto, gdzie niemiecki ród pełen siły i odwagi, strzeże bogactw swych, gdzie niemieckie dzwony wołają i niemiecki jest każdy kamień! Tak, jeśli mam błogo umrzeć, to zrobię to tylko w Gdańsku! |